# Partie polityczne Portugalii
Portugalska scena partyjna zdominowana jest - od czasu Rewolucji Goździków w 1974 r. - przez Partię Socjalistyczną i Partię Socjaldemokratyczną. Pomimo tego Partia Ludowa również uczestniczyła w kilku porewolucyjnych rządach, a Portugalska Partia Komunistyczna w koalicji z Zielonymi sprawuje władzę samorządową w paru okręgach.

## Partie

### Partie istniejące
Poniższa lista prezentuje partie polityczne uznawane przez Portugalski Sąd Konstytucyjny za aktualnie działające.

#### Lewica
- Blok Lewicy (Bloco de Esquerda, BE) – utworzony w 1999 roku przez szereg ugrupowań lewicowych. Koncentruje się m.in. na legalizacji aborcji i miękkich narkotyków. Opisuje siebie jako nowoczesną, postępową alternatywę dla Partii Komunistycznej. W ostatnich latach Blok utracił część swoich najbardziej radykalnych wyborców, stając się partią głównego nurtu polityki.
- Portugalska Partia Komunistyczna (Partido Comunista Português, PCP) – główna partia lewicowa, założona w 1921 roku jako portugalska sekcja Kominternu. W czasie reżimu Salazara jedna z głównych sił opozycyjnych. Obecnie najbardziej popularna na wiejskich terenach Alentejo i Ribatejo, jak o silnie uprzemysłowionych okolicach Lizbony i Setúbal. Silnie związana także z ruchem związków zawodowych. Jej historycznym liderem (obecnie już nieżyjącym) był Álvaro Cunhal.
- Komunistyczna Partia Portugalskich Robotników - Reorganizujący Ruch Partii Proletariatu (Partido Comunista dos Trabalhadores Portugueses - Movimento Reorganizativo do Partido do Proletariado, PCTP-MRPP) – maoistyczna i dawniej pro-chińska partia. Odegrała zauważalną rolę podczas rewolucji, zwłaszcza ze względu na ostry język wypowiedzi jej działaczy i spore wpływy pośród niektórych grup studentów. Pomimo tego ugrupowanie to nigdy nie przekroczyło ok. 1% poparcia i nie uzyskało nawet jednego mandatu parlamentarnego. Największa partia nie posiadająca reprezentacji parlamentarnej.
- Partia Ekologiczna "Zieloni" (Partido Ecologista "Os Verdes", PEV) – założona w 1982 roku i tradycyjnie w sojuszu z PCP. Pomimo braku szerszego wpływu na rzeczywistość społeczną, członkowie Zielonych często posiadają ważną wiedzę na temat kwestii związanych z ochroną środowiska naturalnego.
- Robotnicza Partia Socjalistycznej Jedności (Partido Operário de Unidade Socialista, POUS) – ostatnia pozycja w ostatnich wyborach (0.1%) głosów, trockistowskie ugrupowanie, którego działalność niemal zupełnie już zanikła.

#### Centrolewica
- Partia Humanistyczna (Partido Humanista, PH) – partia humanistyczna, członek Międzynarodówki Humanistycznej.
- Ruch dla Chorych (Movimento pelo Doente, MD) – partia stworzona w celu nagłośnienia potrzeb osób chorych i niepełnosprawnych. Jej głównym celem jest polepszenie stanu portugalskiej służby zdrowia.
- Partia Socjalistyczna (Partido Socialista, PS) – ugrupowanie socjaldemokratyczne, założone w 1973 roku, ideologią przypomina niemieckie SPD czy brytyjską Partię Pracy.
- Demokratyczna Partia Atlantyku (Partido Democrático do Atlântico, PDA) – dawniej partia skrajnie prawicowa, która w ciągu ostatnich 30 lat zmieniła swą orientację ideologiczną w kierunku umiarkowanej lewicy. Jej wpływy ograniczone są do Azorów. Stara się bronić wyjątkowego statusu Azorów i Madery. Zazwyczaj uzyskuje tylko ok. 1% głosów, nawet na samych Azorach.

#### Centroprawica
- Partia Ludowa - Centrum Demokratyczno-Socjalne (Centro Democrático Social/Partido Popular, CDS/PP) – tradycyjnie chrześcijańsko-demokratyczna partia, bardzo podobna ideologicznie do niemieckiej CDU. Stworzona również zaraz po rewolucji, bardziej prawicowa od PSD. Opowiada się za opartym na religii konserwatyzmie. W 1976 roku była to jedyna partia, która opowiedziała się przeciwko przyjęciu konstytucji. Obecnie zajmuje pozycje bardziej centroprawicowe, niż było to wcześniej.

#### Prawica
- Partia Nowej Demokracji (Nova Democracia, PND) – partia konserwatywna, powstała gdy Manuel Monteiro opuścił PP.
- Partia Narodowego Odrodzenia (Partido Nacional Renovador, PNR) – partia nacjonalistyczna, bardzo podobna do francuskiego Frontu Narodowego, wielu z jej członków sympatyzuje z faszyzmem. Pomimo tego, iż ugrupowania faszystowskie są zabronione przez konstytucję, PNR może działać, jako że jej liderzy odcięli się od tej ideologii, twierdząc iż ich ugrupowanie jest "neonacjonalistyczne".
- Ludowa Partia Monarchistyczna (Partido Popular Monárquico, PPM) – niewielka monarchistyczna partia, posiadająca niewielkie znaczenie polityczne. Pretendent do tronu portugalskiego, Dom Duarte Pio, nie popiera jednak tego ugrupowania.

### Partie, które zaprzestały działalności
Lista partii uznanych przez Portugalski Sąd Konstytucyjny za ugrupowanie, które już nie prowadzą działalności.

#### Lewicowe
- Sojusz Robotniczo-Chłopski (Aliança Operário-Camponesa, AOC)
- Komunistyczny Front Wyborczy (Frente Eleitoral Comunista, FEC(ML))
- Socjalistyczny Front Ludowy (Frente Socialista Popular, FSP)
- Międzynarodowa Liga Komunistyczna (Liga Comunista Internacionalista, LCI)
- Ruch Socjalistycznej Lewicy (Movimento de Esquerda Socialista, MES)
- Portugalski Ruch Demokratyczny (Movimento Democrático Português, MDP)
- Portugalska Marksistowsko-Leninowska Organizacja Komunistyczna (Organização Comunista Marxista Leninista Portuguesa, OCMLP)
- Komunistyczna Partia Portugalii (marksistowsko-leninowska) (Partido Comunista Português (Marxista Leninista), PCP(ML))
- PC (R) (Partido Comunista Reconstruído, PC(R))
- Ludowa Partia Jedności (Partido de Unidade Popular, PUP)
- Rewolucyjna Partia Pracowników (Partido Revolucionário dos Trabalhadores, PRT)

#### Centrolewica
- Demokratyczna Partia Odnowy (Partido Renovador Democrático, PRD)
- Partia Narodowej Solidarności (Partido da Solidariedade Nacional, PSN)
- Lewicowa Unia dla Socjaldemokracji (União da Esquerda para a Democracia Socialista, UEDS)

#### Centroprawica
- Portugalska Partia Regionów (Partido Português das Regiões, PPR)

#### Prawica
- Narodowi Syndykaliści (Movimento Nacional-Sindicalista, MNS)